# Sounds from Nowheresville
Sounds from Nowheresville es el segundo álbum de estudio de The Ting Tings. El álbum fue lanzado el 27 de febrero de 2012 en Europa y a principios de marzo en Estados Unidos. La banda comenzó lanzando dos canciones del álbum, "Silence" y "Hang It Up". En un principio se comunicó que su single de 2010, "Hands", no aparecería en el álbum; sin embargo, el dúo confirmó en Twitter que estaría incluido en la versión "Deluxe" del álbum. El dúo comunicó que habían desechado un álbum completo antes de trasladarse a España para grabar su nuevo disco.
La banda inició un proyecto llamado "Show Us Yours", que dio la oportunidad a artistas y diseñadores gráficos de crear artes y vídeos para mostrar a la banda. Un dibujo creado por el artista de Milán Abad mostró a Katie White y Jules de Martino como esqueletos. La pieza llamó la atención del dúo y más tarde se convirtió en la portada del álbum. White señaló que los demás diseños serían colocados en el libreto del álbum.
El vídeo de "Hang It Up" fue subido al canal de la banda en YouTube el 18 de octubre de 2011. Esta fue la primera canción después de "Hands" en octubre de 2010.
El vídeo de "Silence", basado en el remix de Bag Raiders, se difundió en YouTube el 21 de noviembre de 2011.

## Lista de canciones
| N.º   | Título              | Duración |  |
| 1.    | «Silence»           | 3:47     |  |
| 2.    | «Hit Me Down Sonny» | 2:52     |  |
| 3.    | «Hang It Up»        | 3:11     |  |
| 4.    | «Give It Back»      | 3:35     |  |
| 5.    | «Guggenheim»        | 3:56     |  |
| 6.    | «Soul Killing»      | 3:17     |  |
| 7.    | «One By One»        | 3:45     |  |
| 8.    | «Day To Day»        | 3:39     |  |
| 9.    | «Help»              | 3:08     |  |
| 10.   | «In Your Life»      | 2:58     |  |
| 34:08 |                     |          |  |

Deluxe Edition

| N.º | Título                          | Duración |  |
| 11. | «Silence (Bag Raiders Remix)»   |          |  |
| 12. | «Hang It Up (Inertia Remix)»    |          |  |
| 13. | «Give It Back (Demo)»           |          |  |
| 14. | «Hang It Up (Abacus & Vargas Predator Remix)»                                |          |  |
| 15. | «Hands»                         |          |  |
| 16. | «Guggenheim (Got It Right Mix)» |          |  |
| 17. | «Hang It Up (Shook Remix)»      |          |  |
| 18. | «Aint Got Shit»                                |          |  |
| 19. | «Hang It Up (CKB Remix)»        |          |  |